# Habsburg (gmina)
Habsburg – gmina (niem. Einwohnergemeinde) w północnej Szwajcarii, w kantonie Argowia, w okręgu Brugg, w niemieckojęzycznej części kraju. 31 grudnia 2022 roku liczyła 427 mieszkańców. Znajduje się tu zamek Habsburg.